# Herbert Wimmer
Herbert "Hacki" Wimmer (sinh 9/11/1944 tại Eupen, Bỉ) là cựu tuyển thủ quốc gia Đức chơi ở vị trí tiền vệ cánh. Trong sự nghiệp cầu thủ, Wimmer đã có 5 chức vô địch Bundesliga cùng 2 cúp C2 Châu Âu khi còn chơi cho Borussia Mönchengladbach và chức vô địch 1974 World Cup và UEFA Euro 1972 với Đội tuyển Tây Đức.

## Danh hiệu cá nhân

### Câu lạc bộ
Borussia Mönchengladbach
- Bundesliga Vô địch: 1970, 1971, 1975, 1976, 1977; Về nhì: 1974, 1978
- DFB-Pokal Vô địch: 1973
- UEFA Cup Vô địch: 1975; Runner-up: 1973
- European Cup Về nhì: 1977

### Quốc tế
Đội tuyển bóng đá Tây Đức
- FIFA World Cup Vô địch: 1974
- UEFA European Football Championship Vô địch: 1972; Về nhì: 1976